# Masato Shimon
Masato Shimon (子門 真人 Shimon Masato?), nacido el 4 de enero de 1944, es un cantante japonés nacido en Meguro, Tokio. Es muy conocido por sus trabajos en la sintonías de varias series de anime y tokusatsu, como Kamen Rider y Gatchaman entre otras. A lo largo de su carrera ha cantado con los nombres de Koichi Fuji (藤 浩一 Fuji Kōichi?) y Akira Tani (谷 あきら Tani Akira?). También "Masato Shimon" es un nombre artístico, ya que su nombre real es Masaharu Fujikawa (藤川 正治 Fujikawa Masaharu?). En 1975, grabó un tema titulado Oyoge! Taiyaki-kun por el que le pagaron solo 50.000 yenes, y que vendió 4.547.620 copias y se convirtió en el sencillo más vendido de todos los tiempos en Japón, un hito certificado en el Libro Guinness de los Récords. Se retiró de la vida pública en 1993, pero volvió una última vez en 1998 con el nombre de Ryū Kisami para interpretar las sintonías de apertura y cierre de Seijū Sentai Gingaman, su último trabajo musical.